# Vrzdenec
Vrzdenec – wieś w Słowenii, w gminie Horjul. 1 stycznia 2017 liczyła 511 mieszkańców.